# Schwetzochromis neodon
Schwetzochromis neodon és una espècie de peix de la família dels cíclids i de l'ordre dels perciformes.

## Morfologia
- Els mascles poden assolir 10,7 cm de longitud total.[1][2]

## Hàbitat
Viu en zones de clima tropical.

## Distribució geogràfica
Es troba a Àfrica: riu Fwa (Kasai, República Democràtica del Congo).